# 达瓦耶
达瓦耶（法語：Davayé，法語發音：[davaje]）是法国索恩-卢瓦尔省的一个市镇，属于马孔区。

## 地理
达瓦耶（46°18'4"N, 4°44'42"E）面积4.17 平方千米，位于法国勃艮第-弗朗什-孔泰大區索恩-卢瓦尔省，该省份为法国中部省份，北起顺时针与科多尔省、汝拉省、安省、罗讷省、卢瓦尔省、阿列省和涅夫勒省接壤。
与达瓦耶接壤的市镇（或旧市镇、城区）包括：普里塞、沙尔奈莱马孔、索吕特雷-普伊、韦尔日松。
达瓦耶的时区为UTC+01:00、UTC+02:00（夏令时）。

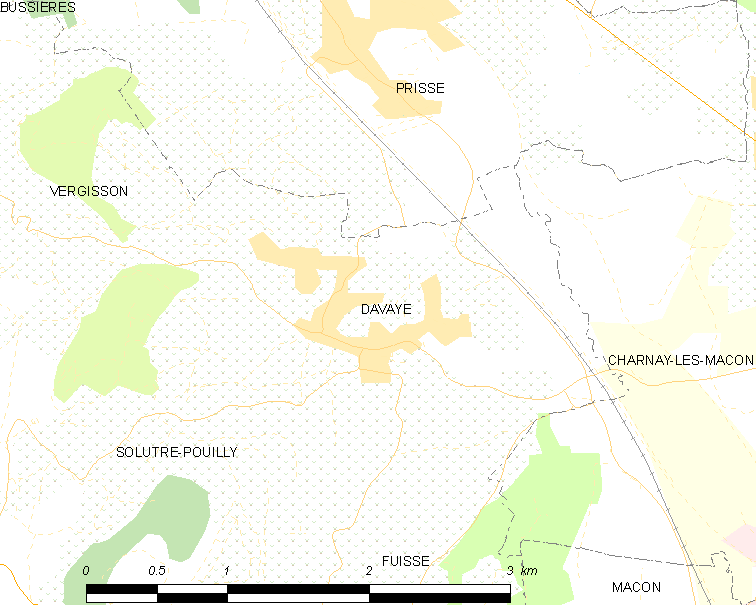
达瓦耶的OSM定位图

## 行政
达瓦耶的邮政编码为71960，INSEE市镇编码为71169。

## 政治
达瓦耶所属的省级选区为拉沙佩勒德甘谢县。

## 人口

1962-2008年间达瓦耶人口变化图示

达瓦耶于2022年1月1日时的人口数量为680人。